# Ernst Adolph Meißner

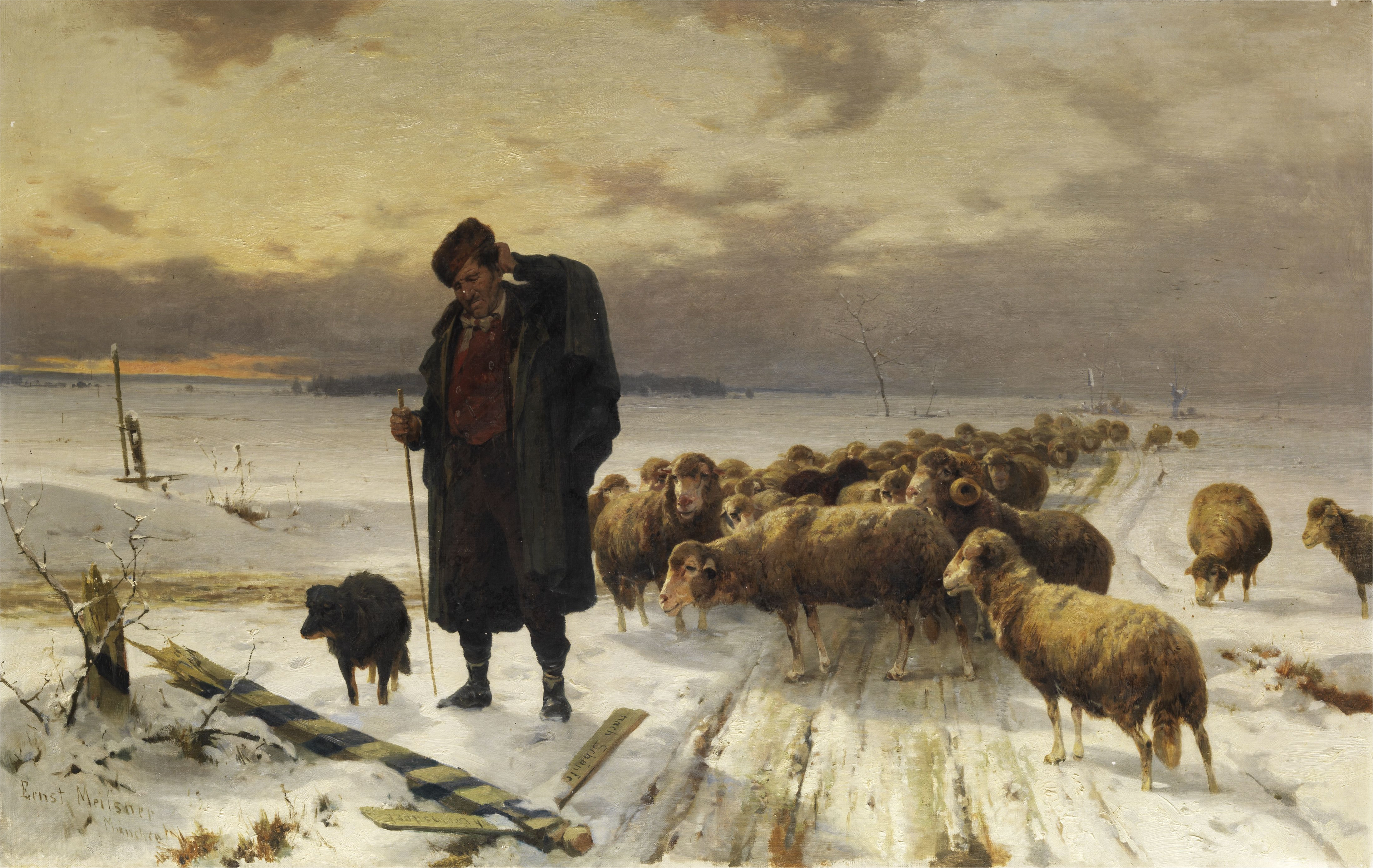
Schäfer mit Herde in Winterlandschaft

Ernst Adolph Meißner (* 12. April 1837 in Dresden; † 25. September 1902 in München) war ein deutscher  Tier- und Landschaftsmaler der Münchner Schule  und ein Kupferstecher.

## Leben
Ernst Adolph Meißner wurde als Sohn von Carl Meißner und Johanna Christiane, geb. Leschke in Dresden geboren und evangelisch-lutherisch getauft. Meißner erhielt seine Ausbildung an der Dresdner Kunstakademie, dort war er von 1851 bis 1855 immatrikuliert. Seine Lehrer waren Carl Robert Kummer und Ludwig Richter. Er gehörte in den Künstler-Umkreis von Otto Gebler, Christian Friedrich Mali und Heinrich Zügel.
Schon als junger Mann unternahm er ausgiebige Reisen in die Schweiz, nach Italien, Holland und Ungarn. 1870 ließ er sich dann in München nieder. Am 20. November 1880 heiratete er Marie Magdalena Sofie Meier aus Regensburg. Aus dieser Ehe gingen die Kinder Robert Ernst Wilhelm und Luise Anna Auguste Meißner hervor.
Bekannt wurde Meißner durch seine Landschaftsbilder, in denen er das karge Leben der Landbevölkerung darstellt. Meist spielen Tiere eine zentrale Rolle in den Gemälden. Bedeutende Werke wurden 1902 in einer Ausstellung im Münchner Glaspalast gezeigt; einige Gemälde erwarb König Albert von Sachsen. Auch heute noch finden sich Bilder in namhaften Staatsgalerien und Kunsthäusern wie zum Beispiel in der staatlichen Kunstsammlung Dresden, im Landesmuseum Graz, im Belvedere in Wien, Lenbachhaus München, Stadtarchiv Amsterdam, sowie in Privat- und Familienbesitz.

## Werke (Auswahl)
- Schäfers Familie[2]
- Schafe folgen dem Futter, Öl auf Leinwand, 20,5 × 34,5 cm, Sammlung  Russell-Cotes Art Gallery & Museum[3]